# Condado de Premio Real
El condado de Premio Real es un título nobiliario español creado por el rey Carlos III de España el 14 de enero de 1782 al peruano José Antonio de Lavalle y Cortés por su participación en la Gran Sublevación.

## Condes de Premio Real
- José Antonio de Lavalle y Cortés (Trujillo, Perú, 1734-Lima, 1815), I conde de Premio Real, caballero de la Orden de Santiago, coronel de milicias,[1] alcalde de Lima y prior del Tribunal del Consulado de Lima.[2]

Se casó en 1776 con Mariana de Zugasti y Ortiz de Foronda, de quien tuvo descendencia. En 20 de mayo de 1852 le sucedió su nieto paterno:
- José Antonio de Lavalle y Sánchez, II conde de Premio Real,[1] consejero de Su Majestad.

Se casó con Ana Romero-Montezuma Ramón Corbacho y Guerra, de quien tuvo descendencia. En 21 de octubre de 1874 le sucedió su hijo:
- José Antonio de Lavalle Romero-Motezuma (Jerez de la Frontera, 1840-Quebec, 1888), III conde de Premio Real,[1] cónsul general de España en Canadá.[2]  El título fue rehabilitado en 1905 por el rey Alfonso XIII de España a un descendiente de María Josefa de Lavalle y Cortés, hermana menor del I conde. En 24 de noviembre de 1905 le sucedió:[1]

- Eduardo Vicente Dreyfus y González de Orbegoso (París, 1876-1941), IV conde de Premio Real,[1] escritor y pintor, hijo de Augusto Dreyfus y de su segunda esposa Luisa María González Orbegoso y nieto materno del presidente Luis José de Orbegoso y Moncada Galindo y de su esposa María Josefa Martínez de Pinillos Cacho.

Contrajo matrimonio en 1907 con Anne-Hélène de Talleyrand-Périgord, hija del III marqués de Talleyrand, de quien tuvo descendencia.
En 16 de julio de 2016 se mandó expedir Real Carta de Sucesión, por rehabilitación, que fue efectiva el 14 de septiembre del mismo año, a favor de:
- Jacobo Barja de Quiroga López (n. 1955), V y actual conde de Premio Real,[1] «que se encuentra a seis grados en línea colateral respecto de quien [...] fue el último poseedor legal del título».[4] Presidente de la Sala Quinta del Tribunal Supremo,[5] condecorado con la Gran Cruz de la Orden de la Cruz de San Raimundo de Peñafort por el rey Juan Carlos I.[6]